# Sollers Hope
Sollers Hope – wieś i civil parish w Anglii, w hrabstwie Herefordshire. W 2001 civil parish liczyła 68 mieszkańców. Soller's Hope jest wspomniana w Domesday Book (1086) jako Hope.